# Saint-Ours (Puy-de-Dôme)
Saint-Ours (auch Saint-Ours-les-Roches genannt) ist eine französische Gemeinde mit 1691 Einwohnern (Stand 1. Januar 2022) im Département Puy-de-Dôme in der Region Auvergne-Rhône-Alpes. Sie gehört zum Arrondissement Riom und zum Kanton Saint-Ours.

## Bevölkerungsentwicklung
| Jahr                       | 1962 | 1968 | 1975 | 1982 | 1990 | 1999 | 2007 |
| Einwohner                  | 979  | 1011 | 983  | 1053 | 1230 | 1370 | 1540 |
| Quellen: Cassini und INSEE |      |      |      |      |      |      |      |

## Sehenswürdigkeiten
- Romanische Kirche Saint-Ours (13. Jahrhundert)
- Schloss Les Roches (16. Jahrhundert)
- „Europäischer Park für Vulkanismus“ Vulcania
- Die Gemeinde gehört zum Regionalen Naturpark Volcans d’Auvergne